# Kälbersteine
Die Kälbersteine (auch Kälberstein, sorbisch Chołmy) sind ein Berg im Landkreis Bautzen in Sachsen.

## Lage und Umgebung
Sie befinden sich einen Kilometer südlich von Crostau und ungefähr drei Kilometer östlich von Schirgiswalde und gehören zum Lausitzer Bergland.

## Geographie
Der Berggipfel erhebt sich 205 m über die Talsohle des Spreetals von Schirgiswalde.
Das Kälbersteingebiet besitzt einen großen Niederschlagsreichtum, was viele Quellen und Rinnsale belegen, von denen einige für die Wasserversorgung der umliegenden Orte genutzt wurden. An diesen lassen sich kleine üppige Waldsumpfgesellschaften finden.

Auf dem Gipfel befindet sich ein kleines Felsmassiv aus Granodiorit, welches über ein Gipfelbuch für die rund 10 möglichen Sportkletterrouten des Kälbersteins verfügt. Zudem befindet sich auf dem Gipfel ein Sendemast der Deutschen Post.
Der Waldbestand des Kälbersteins ist durch Fichtenforst geprägt. Von dem ehemaligen herzynischen Bergmischwald ist wenig erhalten geblieben. Nur vereinzelt treten Rot-Buche, Berg-Ahorn und Stiel-Eiche hervor.

## Entstehung des Namens
Nach Überlieferungen entstand der Name des Berges in der Zeit des Dreißigjährigen Krieges. Zur damaligen Zeit trieben die Bauern der Gegend ihr Vieh auf diesen Berg, um hier Schutz und Zuflucht zu finden.
Andererseits besagt Theodor Schütze: „Mit Kälbern, die man im Dreißigjährigen Krieg in dem Bergwald versteckt haben soll, kann der Name kaum etwas zu tun haben.“ Auf der Karte des Scultetus von 1593 ist Kelerstein verzeichnet. In einem Lehnbrief von 1669 spricht man von einem „Hichtwald“.

## Sagen
Eine Wandersage bezieht sich auf die Wolfsgruben, welche auch hier vor ca. 300 Jahren einmal angelegt waren. Lokal ist dabei überliefert, dass eine Bauersfrau, welche in eine solche Grube fiel, in der bereits ein Wolf gefangen ward, sich beherzt durch Schläge mit ihrer Flachsbreche so lange verteidigte, bis ein Jäger hinzukam und den Wolf endlich tötete.
Mit dem „Mordstein“, der sich am Wege von Ellersdorf nach Crostau befindet, wird ebenfalls eine Sage verknüpft. So soll im Hungerjahr 1772 an dieser Stelle ein Bäcker aus Crostau einen armen Weber aus Ellersdorf erschlagen haben. Der Bäcker wollte sich wieder in den Besitz eines Säckchens Mehl bringen, das er dem Weber zuvor verkauft hatte.

## Sonnenphänomen

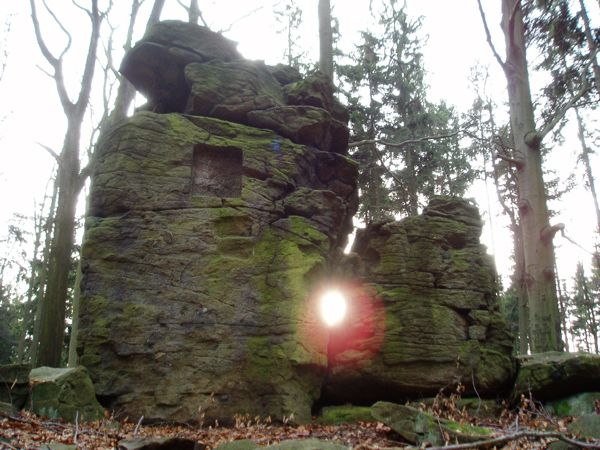
Kälbersteingipfel, östliche Gipfelklippe: Sonnendurchgang zur Wintersonnenwende 2009, Sonnenuntergang gegen 14:20 Uhr

2008 untersuchte die Volks- und Schulsternwarte „Bruno-H.-Bürgel“ in Sohland/Spree Fachgruppe Archäoastronomie ein Sonnenphänomen am Gipfelfelsen des Kälberstein-Berges. Die Sonne strahlt zu den Tagundnachtgleichen und den Sonnenwenden durch spezielle Sichtöffnungen. Möglicherweise stellt der Felsen ein prähistorisches Sonnenheiligtum dar. Das archäoastronomische Forschungsprojekt erhielt die Bezeichnung „Projekt-Götterhand“ und die Felsobjekte, welche das kalendarische Sonnenbeobachtungsphänomen aufweisen werden als „Sonnenheiligtümer der Oberlausitz“ angesprochen. Seit 2014 geben Informationstafeln vor Ort über die archäoastronomischen Überlegungen Auskunft.  Der Gipfelfelsen mit seinem kalendarischen Sonnenbeobachtungsphänomen ist Bestandteil des Tourismusprojektes „Sonnenpfade“. Ein Gemeinschaftsvorhaben der Gemeinde Sohland und des Vereins der Volks- und Schulsternwarte „Bruno-H.-Bürgel“ Sohland/Spree e. V. im Rahmen das archäoastronomischen Forschungsprojektes Götterhand.